# Spherillo hachijoensis
Spherillo hachijoensis är en kräftdjursart som beskrevs av Nunomura2007. Spherillo hachijoensis ingår i släktet Spherillo och familjen Armadillidae. Inga underarter finns listade i Catalogue of Life.